# Catch a Fire
Catch a Fire è il quinto album in studio del gruppo reggae The Wailers (ma il primo a essere pubblicato per il mercato internazionale), pubblicato nel 1973.La prima traccia dell'album appare nella fittizia stazione radio con canzoni del solo Marley "Tuff Gong radio" nel videogioco Grand Theft Auto IV.
È alla posizione 126 nella classifica dei 500 migliori album di sempre secondo Rolling Stone.

## Descrizione
Catch A Fire uscì in Inghilterra nel 1973, primo album pubblicato dai Wailers per l'etichetta Island Records di Chris Blackwell e per il mercato non giamaicano.
L'album consacrò il gruppo come star internazionale, in particolare Bob Marley divenne ben presto famoso in tutto il mondo.
I brani arrivarono alla Island alla fine del 1972 e qui, secondo le indicazioni di Blackwell, furono adattati alle esigenze del pubblico bianco e rock cui era destinato: furono aggiunte delle sovraincisioni di chitarra, ad opera di Wayne Perkins, e di tastiera, ad opera di John "Rabbit" Bundrick. Gli album prima e dopo il rimaneggiamento sono stati rimasterizzati e ripubblicati dalla Island nel 2002 nell'edizione deluxe su CD.

### La copertina
Il disco uscì a nome dei Wailers e non come "Bob Marley & The Wailers", per la stampa delle prime 20000 copie, sfoggiava la celebre copertina a forma di accendino Zippo.
Il tono militante delle canzoni e i testi critici verso la realtà sociale gli valsero le simpatie di molti nativi africani, oltre che di caraibici, afro-americani e immigrati neri in Europa. Un fattore di popolarità era ed è rappresentato da una visione ottimista di un futuro libero da oppressioni. Il disco ha raggiunto la vetta del milione di copie vendute.

## Tracce

### Edizione originale
1. Concrete Jungle - 4:13 - (Marley)
2. Slave Driver - 2:54 - (Marley)
3. 400 Years - 2:45 - (Marley/Tosh)
4. Stop that Train - 3:54 - (Tosh)
5. Baby We've Got a Date - 3:55 - (Marley)
6. Stir It Up - 5:32 - (Marley)
7. Kinky Reggae - 3:37 - (Marley)
8. No More Trouble - 3:58 - (Marley)
9. Midnight Ravers - 5:08 - (Marley)

### 2001 Deluxe edition

#### Disco 1:Catch a Fire: The Unreleased Original Jamaican Versions
1. Concrete Jungle - 4:16
2. Stir It Up - 3:39
3. High Tide or Low Tide - 4:45 - (Peter Tosh)
4. Stop That Train - 3:55
5. 400 Years - 3:03
6. Baby We've Got a Date (Rock It Baby) - 4:05 - (Marley)
7. Midnight Ravers - 5:09
8. All Day All Night - 3:29
9. Slave Driver - 2:57
10. Kinky Reggae - 3:45
11. No More Trouble - 5:16

#### Disco 2:Catch a Fire: The Released Album
1. Concrete Jungle - 4:15
2. Slave Driver - 2:55
3. 400 Years - 2:47
4. Stop That Train - 3:57
5. Baby We've Got a Date (Rock It Baby) - 3:59
6. Stir It Up - 5:35
7. Kinky Reggae - 3:39
8. No More Trouble - 4:00
9. Midnight Ravers - 5:08
10. High Tide or Low Tide - 4:40 (CD Bonus track)
11. All Day All Night - 3:26 (CD Bonus track)

## Formazione
- Bob Marley - chitarra, voce
- Aston Barrett - basso
- Carlton "Carlie" Barrett - percussioni
- Bunny Wailer - bongo, conga, voce
- Peter Tosh - organo, chitarra, pianoforte, voce

## Classifiche
| Classifica (1975)    | Posizione massima |
| -------------------- | ----------------- |
| Stati Uniti          | 171               |
| Stati Uniti (R&B)    | 51                |
| Classifica (2001)    | Posizione massima |
| Stati Uniti (reggae) | 1                 |